# Aligrundet (vid Bergölandet, Karleby)
Aligrundet är en ö i Finland. Den ligger i Bottenviken och i kommunen Karleby i den ekonomiska regionen  Karleby i landskapet Mellersta Österbotten, i den nordvästra delen av landet. Ön ligger omkring 15 kilometer nordväst om Karleby och omkring 430 kilometer norr om Helsingfors.
Öns area är 5 hektar och dess största längd är 330 meter i nord-sydlig riktning. I omgivningarna runt Aligrundet växer i huvudsak blandskog.